# Lista do Patrimônio Mundial na Austrália
A Organização das Nações Unidas para a Educação, a Ciência e a Cultura (UNESCO) propôs um plano de proteção aos bens culturais do mundo, através do Comité sobre a Proteção do Património Mundial Cultural e Natural, aprovado em 1972. Esta é uma lista do Patrimônio Mundial existente na Austrália, especificamente classificada pela UNESCO e elaborada de acordo com dez principais critérios cujos pontos são julgados por especialistas na área. A Austrália, localizada numa região de diversificados e intensos biomas naturais no Oceano Pacífico e berço de uma resistente cultura aborígene, ratificou a convenção em 22 de agosto de 1974, tornando seus locais históricos elegíveis para inclusão na lista.
Região dos Lagos Willandra, Parque Nacional Kakadu e a Grande Barreira de Corais - todos sítios de interesse natural - foram os primeiros sítios do país inscritos na lista do Patrimônio Mundial por ocasião da Vª Sessão do Comitê do Patrimônio Mundial, realizada em Sydney em 1981. Desde a mais recente inclusão na lista, a Austrália possui 19 sítios reconhecidos pela UNESCO como Patrimônio Mundial da Humanidade, sendo 12 deles de interesse natural, 4 de interesse cultural e 4 de interesse misto. 

## Bens culturais e naturais
A Austrália possui atualmente com os seguintes lugares declarados como Patrimônio da Humanidade pela UNESCO:
| | Região dos Lagos Willandra |
| Bem natural inscrito em 1981. |                            |
| Localização: Nova Gales do Sul |                            |
| Esta região tem restos fossilizados de lagos e dunas do pleistoceno, bem como restos arqueológicos atestando a presença de humanos de cerca de 60.000 a 45.000 anos. Portanto, é um lugar excepcional para o estudo da evolução humana no continente australiano. Vários fósseis de marsupiais gigantes bem servidos também foram encontrados. (UNESCO/BPI) |                            |

| | Parque Nacional Kakadu |
| Bem natural inscrito em 1981, estendido em 1987 e 1992. |                        |
| Localização: Território do Norte |                        |
| Localizado no território norte da Austrália, este parque é uma reserva arqueológica e etonológica única no mundo, porque seu território tem sido habitado pelo homem por mais de 40.000 anos sem interrupção. As pinturas e pictogramas encontrados neste local ilustram a história das técnicas e o gênero de vida de suas sucessivas populações, desde caçadores-coletores neolíticos até os aborígenes que ainda a povoam hoje. Além disso, o parque também é um exemplo único do tipo pelo conjunto de ecossistemas – costas baixas, planaltos, planícies alagadas e planícies – que são o habitat de um grande número de espécies endêmicas de plantas e animais. (UNESCO/BPI) |                        |

| | Grande Barreira de Corais |
| Bem natural inscrito em 1981. |                           |
| Localização: Queensland |                           |
| Ao longo da costa noroeste da Austrália está o maior conjunto de recifes de corais do mundo. Com seus 400 tipos de corais, 1.500 espécies de peixes e suas 4.000 variedades de moluscos, a Grande Barreira de Corais oferece um espetáculo extraordinário de variedade e beleza, bem como um grande interesse científico. Além disso, este local é o habitat de algumas espécies ameaçadas de extinção, como o dugong e a grande tartaruga verde. (UNESCO/BPI) |                           |

| | Ilha de Lord Howe |
| Bem natural inscrito em 1982. |                   |
| Localização: Nova Gales do Sul |                   |
| Este arquipélago é um exemplo notável da geração de um conjunto de ilhas oceânicas isoladas pelo desencadeamento da atividade vulcânica subaquática a mais de 2.000 metros de profundidade. As ilhas abrigam inúmeras espécies endêmicas – especialmente aves – e sua topografia é espetacular. (UNESCO/BPI) |                   |

| | Reserva Natural da Tasmânia |
| Bem natural inscrito em 1982, estendido em 1989. |                             |
| Localização: Tasmânia |                             |
| Os parques e reservas dessa região – onde ocorreram intensas glaciações – são atravessados por desfiladeiros profundos e se estendem por uma área de mais de um milhão de hectares. O local abriga uma das últimas maiores florestas de tempestade do mundo. Os vestígios encontrados nas grutas de calcário atestam uma presença humana neste território de cerca de 20.000 anos atrás. (UNESCO/BPI) |                             |

| | Florestas Tropicais Gondwana da Austrália |
| Bem natural inscrito em 1986, estendido em 1994. |                                           |
| Localização: Queensland/Nova Gales do Sul |                                           |
| Este local compreende várias áreas protegidas e está localizado principalmente ao longo da grande íngreme da costa leste australiana. As características geológicas excepcionais do ambiente de crateras vulcânicas semelhantes a escudos e o grande número de espécies raras e ameaçadas do local dão-lhe importância internacional no campo da ciência e conservação. (UNESCO/BPI) |                                           |

| | Parque Nacional Uluṟu-Kata Tjuṯa |
| Bem natural inscrito em 1987, estendido em 1994. |                                  |
| Localização: Território do Norte |                                  |
| Originalmente conhecido como Parque Nacional uluru (Ayers Rock-Mount Olga), este local tem formações geológicas espetaculares que dominam a vasta planície arenosa da Austrália Central. O imenso monólito de Uluru e as cúpulas rochosas de Kata Tjuta, localizadas a oeste do parque, fazem parte do sistema de crenças ancestrais de uma das mais antigas sociedades humanas do mundo. A aldeia aborígine de Anangu é a dona ancestral de Uluru-Kata Tjuta. (UNESCO/BPI) |                                  |

| | Trópicos húmidos de Queensland |
| Bem natural inscrito em 1988. |                                |
| Localização: Queensland |                                |
| Esta região, coberta principalmente por florestas tropicais úmidas, se estende ao longo da costa nordeste da Austrália. Este biotipo abriga um conjunto muito completo e variado de plantas, marsupiais e pássaros-canção (marsupiais), bem como uma série inteira de espécies raras, plantas e animais, ameaçadas de extinção. (UNESCO/BPI) |                                |

| | Baía Shark |
| Bem natural inscrito em 1991. |            |
| Localização: Austrália Ocidental |            |
| Localizada na ponta oeste da Austrália, a Baía Shark e suas ilhas e terras circundantes têm três características naturais excepcionais: o mais vasto (4.800 km²) e os ricos herbários marinhos do planeta; uma população significativa de dugongos; e uma abundância de estromatólitos formados por colônias de algas, que são uma das formas de vida mais antigas do planeta. A baía também abriga cinco espécies de mamíferos em extinção. (UNESCO/BPI) |            |

| | Ilha Fraser |
| Bem natural inscrito em 1992. |             |
| Localização: Queensland |             |
| Localizada ao largo da costa leste da Austrália, esta ilha arenosa tem 122 quilômetros de comprimento e é a maior do mundo do tipo. Nas proximidades de suas margens há majestosos remanescentes de grandes florestas tropicais que crescem na areia, bem como metade dos lagos de dunas elevadas do planeta com água doce. O conjunto que compõem essas florestas e lagos com as dunas em movimento fazem da Ilha Fraser um lugar excepcional. (UNESCO/BPI) |             |

| | Sítios fossilíferos de mamíferos da Austrália: Riversleigh/Naracoorte |
| Bem natural inscrito em 1994. |                                                                       |
| Localização: Queensland/Austrália Meridional |                                                                       |
| Localizados ao norte e ao sul da Austrália do Sul, os sítios Riversleigh e Naracoorte fazem parte dos dez depósitos fósseis mais importantes do mundo e ilustram perfeitamente os estágios mais importantes da evolução da fauna nativa, única em seu tipo. (UNESCO/BPI) |                                                                       |

| | Ilha Heard e Ilhas McDonald |
| Bem natural inscrito em 1997. |                             |
| Localização: Ilha Heard e Ilhas McDonald |                             |
| As Ilhas Heard e McDonald estão localizadas no Oceano Sul, a cerca de 1.700 quilômetros da Antártida e a cerca de 4.100 quilômetros a sudoeste de Perth. Sendo as únicas ilhas sub-árticas com atividade vulcânica, elas constituem uma espécie de "janela aberta para a Terra" e oferecem a possibilidade de observar processos geomorfológicos em evolução, bem como a dinâmica glacial. Como estão entre os ecossistemas de ilhas virgens numeradas do planeta, ambas as ilhas são de particular interesse para a conservação devido à total ausência de impacto humano e plantas e animais exógenos. (UNESCO/BPI) |                             |

| | Ilha Macquarie |
| Bem natural inscrito em 1997. |                |
| Localização: Tasmânia |                |
| Esta ilha de 34 km por 5 está localizada no Oceano Sul, cerca de 1.500 km a sudeste da Tasmânia, a meio caminho entre a Austrália e a Antártida. A ilha é a parte emergente do dorsal subaquático de Macquarie, que surgiu nesta área de contato entre a placa tectônica indo-autônoma e a placa tectônica do Pacífico. A conservação geológica do local é de suma importância, pois é o único lugar no planeta onde há formações rochosas do manto da Terra, localizado a seis quilômetros de profundidade sob o leito oceânico. Nessas formações há espécimes excepcionais de basalto em almofadas e outras rochas extrusivas. (UNESCO/BPI) |                |

| | Região das Montanhas Azuis |
| Bem natural inscrito em 2001. |                            |
| Localização: Nova Gales do Sul |                            |
| Esta região abrange 1,03 milhão de hectares de calcário, desfiladeiros e íngremes, onde predominam as florestas temperadas de eucalipto. O local é representativo da adaptação evolutiva e diversificação de eucaliptos para o continente australiano, no período de isolamento após sua separação do gondwana. Possui 91 taxas de eucalipto e é notável pela diversidade estrutural e ecológica dessas árvores, que está ligada a uma ampla gama de habitats. A região é ilustrativa da biodiversidade da Austrália e contém 10% da flora vascular do país, bem como inúmeras espécies raras ou ameaçadas, incluindo algumas endêmicas e relícticas como o pinheiro Wollemi,que permanece em espaços amplamente numerados. (UNESCO/BPI) |                            |

| | Parque Nacional Purnululu |
| Bem natural inscrito em 2003. |                           |
| Localização: Austrália Ocidental |                           |
| Este local de 239.723 hectares está localizado no Estado da Austrália Ocidental e compreende o maciço Bungle Bungle. Este núcleo de arenito de quartzo montanhoso altamente aparado remonta ao período devonico e tem sofrido erosão por 20 milhões de anos. O desgaste criou um conjunto de torres e cones na forma de colmeias com flancos de inclinação muito íngremes, cuja superfície é fluída em faixas horizontais por uma camada cinza escura formada por cianobactérias (organismos fotossintéticos unicelulares). Este excepcional conjunto cártico de cones de arenito é o produto da interação de vários fenômenos geológicos, biológicos, climáticos e erosivos. (UNESCO/BPI) |                           |

| | Edifício da Exposição Real e Jardins de Carlton |
| Bem cultural inscrito em 2004. |                                                 |
| Localização: Victoria |                                                 |
| Projetado para abrigar as duas principais exposições internacionais realizadas em Melbourne em 1880 e 1888, o Royal Exhibition Palace e os jardins de Carlton ao redor foram projetados pelo arquiteto Joseph Reed. O palácio, construído com tijolo, madeira, ferro e ardósia, integra vários estilos arquitetônicos: româneo-bizantino, lombardo e renascentista italiano. O edifício é representativo do movimento de promoção de exposições internacionais, que atingiram seu auge entre 1851 e 1915, com a celebração de mais de 50 em cidades ao redor do mundo, como Paris, Nova York, Viena, Calcutá, Kingston (Jamaica) e Santiago do Chile. Todas essas exposições tinham o mesmo denominador comum e um objetivo idêntico: mostrar o progresso material e moral da humanidade, apresentando os produtos industriais de todas as nações do planeta. (UNESCO/BPI) |                                                 |

| | Ópera de Sydney |
| Bem cultural inscrito em 2007. |                 |
| Localização: Nova Gales do Sul |                 |
| Inaugurada em 1973, a Casa de Ópera de Sydney é uma das obras arquitetônicas mais importantes do século XX. Seu edifício é um compêndio de múltiplas correntes criativas e inovadoras, tanto em termos de suas formas arquitetônicas quanto em termos de seu projeto estrutural. Situada em uma excepcional paisagem marítima, no final de uma península proeminente que entra no Porto de Sydney, esta grandiosa escultura urbana exerceu uma influência duradoura na história da arquitetura. O edifício é composto por três grupos de "válvulas" abobadadas e entrelaçadas que abrigam os dois principais shows e salas de concerto, além de um restaurante. Esta estrutura em forma de parede fica em uma vasta plataforma, cercada por grandes terraços, que servem como passeios de pedestres. Foi em 1957 que um júri internacional concedeu ao arquiteto dinamarquês J. Utzon a execução do projeto, que foi caracterizado por uma abordagem radicalmente nova para a construção. (UNESCO/BPI) |                 |

| | Sítios das Colónias Penais Australianas |
| Bem cultural inscrito em 2010. |                                         |
| Localização: Nova Gales do Sul/Austrália Ocidental/Tasmânia/Ilha Norfolk |                                         |
| Este local compreende um grupo composto por apenas onze das milhares de colônias prisionais estabelecidas pelo Império Britânico na Austrália durante os séculos XVIII e XIX. Eles estão localizados na fronteira marítima fértil da qual os aborígenes foram expulsos, principalmente nas proximidades das cidades de Sydney e Fremantle, bem como nas ilhas da Tasmânia e Norfolk. Dezenas de milhares de homens, mulheres e crianças condenados pela justiça britânica viviam nessas prisões. Eles tinham como propósito específico a prisão punitiva dos presos, ou sua reeducação através da realização de trabalho forçado em benefício de projetos coloniais. Esses locais são os melhores exemplos remanescentes do fenômeno da deportação em massa de criminosos e da expansão das potências coloniais europeias através da exploração do trabalho de presos. (UNESCO/BPI) |                                         |

| | Paisagem Cultural de Budj Bim |
| Bem cultural inscrito em 2019. |                               |
| Localização: Victoria, Austrália |                               |
| Localizado no sudeste do país, na região da nação gunditjmara, este local compreende três elementos: o vulcão Budj Bim; Tae Rak (Lago Condah), com pântanos de áreas molhadas de Kurtonitj; e a paisagem de cumes rochosos e grandes pântanos de Tyrendarra, na parte sul. Aproveitando os fluxos de lava do budj Bim que desapertam estes três elementos, o povo Gunditjmara criou um dos maiores e mais antigos sistemas de aquicultura do mundo. Composto por uma rede de canais, barragens e barragens que retêm águas inundadas e formam reservatórios, este sistema permite aprisionar, armazenar e recolher a enguia "kuyang" (Anguilla australis). Durante seis milénios esta atividade piscícola tem sido um dos pilares socioeconómicos desta nação aborígene. |                               |

## Lista Indicativa
Em adição aos sítios inscritos na Lista do Patrimônio Mundial, os Estados-membros podem manter uma lista de sítios que pretendam nomear para a Lista de Patrimônio Mundial, sendo somente aceitas as candidaturas de locais que já constarem desta lista. Desde 2021, a Austrália apresenta 4 locais em sua Lista Indicativa.
| Sítio                                     | Imagem | Localização                    | Ano  | Dados UNESCO             | Descrição |
| ----------------------------------------- | ------ | ------------------------------ | ---- | ------------------------ | --- |
| Área de Patrimônio Mundial de Great Sandy |        | Queensland                     | 2010 | Natural: (vii)(viii)(ix) | A indicação é uma extensão da Ilha Fraser, já declarada sítio do do Patrimônio Mundial, abrangendo a seção do Parque Nacional de Great Sandy, o Estreito de Breaksea e ao norte da Ilha Fraser, a Baía Platypus e a Reserva Militar da Baía Larga. A região apresenta relevantes exemplares de evolução natural como praias, dunas e florestas e manguezais extensos.                                           |
| Florestas Tropicais Gondwana da Austrália |        | Queensland / Nova Gales do Sul | 2010 | Natural: (viii)(ix)(x)   | Esta indicação consiste numa ampliação da área do sítio Florestas Tropicais Gondwana da Austrália, inscrito em 1986 e já modificado em 1994. A área indicada abriga oito reservas florestais ao longo da costa centro-leste australiana consideradas o equivalente terrestre das Galápagos devido à grande concentração de exemplares únicos da evolução natural.                                               |
| Paisagem Cultural de Murujuga             |        | Austrália Ocidental            | 2020 | Cultural: (i)(iii)       | Murujuga está localizado na região de Pilbara, na Austrália Ocidental e consiste em uma estreita península que se estende por aproximadamente 22 quilômetros no continente, reunindo um grupo de 42 ilhas e ilhotas rochosas. O local indicado abriga uma coleção de vestígios aborígenes, como escavações e a maior coleção de petróglifos anteriores à era glacial.                                           |
| Montes Flinders                           |        | Austrália Meridional           | 2021 | Natural: (viii)          | Esta indicação abrange o patrimônio geológico dos Montes Flinders. A região abriga vestígios relevantes do período geológico conhecido como "despertar da vida selvagem". Os locais nesta propriedade serial apresentam provas geológicas das condições e ambientes climáticos por um período de 350 milhões de anos que evidencia as condições especiais de habitação na Terra que deram origem à vida animal. |